# Christian Bérard
Christian Bérard (París, 20 de agosto de 1902 - 13 de febrero de 1949) fue un pintor, escenógrafo, modisto, diseñador, diseñador de vestuario e ilustrador francés.

## Biografía
Hijo de André Berard, el arquitecto oficial de la ciudad de París. Influenciado por Édouard Vuillard y Maurice Denis expuso en 1925 en la galería Pierre, donde Gertrude Stein colecciona sus trabajos tempranos; colaboró con Jean-Michel Frank, y en diseños de tapices de Coco Chanel, Cecil Beaton, Elsa Schiaparelli, Christian Dior y Nina Ricci.
Estudió en el Lycée Janson de Sailly. 
Entre 1930-1940 trabajó con Jean Cocteau y Louis Jouvet en los decorados de obras de la compañía teatral. 
Sus más recordados trabajos son La Loca de Chaillot, Don Juan de Molière y Las criadas de Jean Genet.
Realizó los deslumbrantes decorados y vestuario de La bella y la bestia, película de Jean Cocteau.
Figura del mundo artístico y social parisino, asistió a las fiestas de Elsa Maxwell y su imagen apareció en la Revista Life,
Murió a los 47 años de un derrame cerebral mientras trabajaba en el Teatro Marigny para Les fourberies de Scapin con Madeleine Renaud y Jean Louis Barrault. 
Francis Poulenc compuso su Stabat mater a su memoria mientras Cocteau, que lo consideraba su mano derecha y le había puesto el sobrenombre Bebé por el que lo conoció la sociedad parisina, le dedicó su película Orphée en 1950.
Está enterrado en el cementerio de Père-Lachaise.
Su pareja de veinte años, Borís Kojnó, publicó un libro sobre su vida y obra.
Su obra figura en las colecciones del Museum of Modern Art, New York; The Menil Collection, Houston y en la McNay Art Museum de San Antonio, Texas.

## Principales creaciones
- 1930 : La voix humaine de Jean Cocteau
- 1932 : Cotillon, de Emmanuel Chabrier, George Balanchine, Ballet Ruso de Montecarlo
- 1934 : La Machine infernale de Jean Cocteau, Louis Jouvet
- 1935 : Margot de Édouard Bourdet, Pierre Fresnay
- 1936 : L'École des femmes de Molière, Louis Jouvet
- 1937 : L'Illusion comique de Corneille, Louis Jouvet
- 1938 : Le Corsaire de Marcel Achard, Louis Jouvet
- 1939 : Ondine de Jean Giraudoux, Louis Jouvet
- 1940 : Les Monstres sacrés de Jean Cocteau, André Brulé
- 1941 : La Jalousie du barbouillé de Molière, Louis Jouvet
- 1942 : Sodome et Gomorrhe  de Jean Giraudoux, Georges Douking
- 1943 : Renaud et Armide de Jean Cocteau, Jean Cocteau
- 1945 : 
  - La Folle de Chaillot de Jean Giraudoux, Louis Jouvet
  - L'Annonce faite à Marie de Paul Claudel
- 1946 : El águila de dos cabezas de Jean Cocteau
- 1947 : 
  - Dom Juan de Molière, Louis Jouvet
  - La Fontaine de jouvence de Boris Kojnó, Jean-Louis Barrault
  - Amphitryon de Molière, Jean-Louis Barrault
  - Thérèse Raquin de Émile Zola, Jean Meyer -
- 1949 : Partage de midi de Paul Claudel, Jean-Louis Barrault